# アウレア・クルス
アウレア・エステル・クルス・ダルマウ（Áurea Esther Cruz Dalmau、1982年1月10日 - ）は、プエルトリコの女子バレーボール選手。プエルトリコ代表。

## 来歴
プエルトリコのバヤモン出身。
1999年、プエルトリコ代表に初選出される。同年、フロリダ大学に進学した後、地元のLlaneras de Toa Bajaでプレーした。2005-06シーズンよりイタリアセリエＡのAirone Tortoliに移籍した。
2002年、ドイツで開催された世界選手権に出場し、10位入賞した。2006年の世界選手権、北京オリンピック世界最終予選ではエースとして活躍した。
2012-13シーズンよりアゼルバイジャンリーグの強豪ラビタ・バクーに移籍し、欧州チャンピオンズリーグなどに出場した。

## プレースタイル
細身ながら切れ味あるスパイクを放つ。サーブレシーブにも参加し、攻守に安定した働きを見せる。サーブが得意で一撃必殺のジャンプサーブを武器とする。

## 球歴
- 世界選手権 - 2002年（10位）、2006年（15位）、2010年（17位）
- ワールドグランプリ - 2009年（10位）、2010年（11位）
- 北中米選手権 - 2003年（5位）、2005年（4位）、2007年（5位）、2009年（2位）

## 所属クラブ
- Llaneras de Toa Baja （1998-1999年）
- フロリダ大学 （1999-2003年）
- Llaneras de Toa Baja（2004-2005年）
- Airone Tortoli（2005-2006年）
- Altamura （2006-2007年）
- Club 15-15（2007-2008年）
- 現代建設ヒルステート（2008-2009年）
- Llaneras de Toa Baja （2009年）
- GSOヴィッラ・コルテーゼ （2009-2012年）
- ラビタ・バクー （2012-2015年）
- イゴール・ゴルゴンゾーラ・ノヴァーラ（2015-2016年）
- サヴィーノ・デルベーネ・スカンディッチ（2016-2017年）
- アスリーツ・アンリミテッド（2024年）
- オーランド・ヴァルキリーズ（英語版）（2024年）
- Changas de Naranjito（2024年-）

## 受賞歴
- 2005年 北中米選手権  ベストレシーバー賞
- 2006年 パンアメリカンカップ　ベストスコアラー賞、ベストサーバー賞
- 2007年 北中米選手権  ベストサーバー賞
- 2009年 パンアメリカンカップ　ベストスコアラー賞
- 2013年 2012/13アゼルバイジャンスーパーリーグ　ベストレシーバー賞